# Frederik Schenck van Toutenburg
Frederik Schenck van Toutenburg (Vollenhove, ca. 1503 - Utrecht, 25 augustus 1580) was de eerste aartsbisschop van Utrecht. 

## Biografie
Hij was de zoon van Georg Schenck van Toutenburg en Anna de Vos van Steenwijk tot Batinge. Zijn zuster was Maria Schenck van Toutenburg, abdis in Rijnsburg.
Schenck van Toutenburg werd na zijn licentiaat in de rechten lid van het Rijkskamergerecht in Speyer. 
Na zijn priesterwijding werd hij aartsdiaken van Sint-Pieter te Utrecht en proost van Sint-Plechelmus in Oldenzaal. Hij schreef verscheidene kerkrechtelijke traktaten voordat hij bij de bisschoppelijke herindeling van de Nederlanden in 1559 door Filips II benoemd werd tot de eerste aartsbisschop van Utrecht. De benoeming werd in 1561 bekrachtigd door paus Pius IV.

## Rol tijdens reformatie
Tijdens het bewind van Frederik Schenck van Toutenburg kreeg de Hervorming in de Noordelijke Nederlanden gestalte. Landvoogdes Margaretha van Parma dwong hem de decreten van het Concilie van Trente door te voeren en hiertoe in 1565 een provinciale synode te beleggen. De geestelijken en kanunniken waren fel gekant tegen de nieuwe disciplinaire maatregelen en probeerden de invoering te dwarsbomen. Schenck van Toutenburg miste de kracht om de tegenstand te breken en leiding te geven aan de bestrijding van het protestantisme. Vlak voor zijn dood werd in Utrecht de uitoefening van de katholieke eredienst zelfs verboden en de Domkerk gesloten. Na zijn dood kregen de katholieken alsnog toestemming om hun aartsbisschop op sobere wijze in de Dom te begraven. De plechtigheid op 30 augustus 1580 werd verstoord door de protestanten, die hun versie van psalm 130 door het katholieke De profundis heen zongen. Deze uitvaart zou lange tijd de laatste openbare uiting van het katholicisme in Utrecht zijn.
- Biblioteca Nacional de España: XX5323877
- Bibliothèque nationale de France: cb16236632p (data)
- Gemeinsame Normdatei: 121650391
- International Standard Name Identifier: 0000 0000 6140 3090
- Nationale Bibliotheek van Tsjechië: ola2016909378
- Nederlandse Thesaurus van Auteursnamen: 070704996
- Système universitaire de documentation: 069069379
- Virtual International Authority File: 13169699